# استاد (فیلم ۲۰۱۶)
استاد (انگلیسی: Master; کره‌ای: 마스터; لاتین‌نویسی اصلاح‌شده: Maseuteo؛ به صورت MA$TER نیز نوشته می‌شود) یک فیلم جنایی اکشن سال ۲۰۱۶ کره جنوبی به کارگردانی چو یی سوک و نویسندگی مشترک چو یی سوک و کیم هیون دوک و با بازی لی بیونگ هون، گانگ دونگ-وون و کیم وو-بین است. استاد در ۲۱ دسامبر ۲۰۱۶ در کره جنوبی منتشر شد و بیش از ۷ میلیون بلیت در سراسر کشور فروخت. این فیلم در ۱٬۵۰۱ سینما منتشر شد و بیش از ۴۸ میلیون دلار در باکس آفیس کره جنوبی فروخت.

## بازیگران

### اصلی
- لی بیونگ هون در نقش رئیس جین، کلاهبردار پرونده کلاهبرداری وان نتورک
- گانگ دونگ-وون در نقش کیم جه میونگ، رئیس تیم تحقیقات جنایی
- کیم وو-بین در نقش پارک جانگ گون، مغز متفکر رئیس جین[۵]